# Alexandre Rignault
Alexandre Paul Rignault (* 14. Februar 1901 in Paris; † 31. März 1985 in Saint-Mandé) war ein französischer Schauspieler bei Theater, Film und Fernsehen.

## Leben
Alexandre Rignault begann seine berufliche Laufbahn als Angestellter eines Gaswerks. Wenig später wechselte er zur Schauspielerei und begann erste Erfahrungen in einer Amateurtheatertruppe zu sammeln. Tourneen führten ihn durch die französische Provinz. 1926 lernte er Louis Jouvet kennen, der ihn in seine Schauspieltruppe holte. Dort blieb Rignault insgesamt fünf Jahre. Einen großen Erfolg feierte Rignault an der Seite Jouvets in dem Stück Knock, sowohl am Theater als auch in den beiden angefertigten Kinofassungen.
Mit Anbruch des Tonfilm-Zeitalters trat Alexandre Rignault erstmals vor die Kamera. Meist spielte der gebürtige Pariser im Film Nebenrollen; Hauptrollen hatte er als Kommissar Juve in Fantomas und als Caderousse in Der Graf von Monte-Christo. Rignaults Rollenrepertoire umfasste quasi die gesamte Typenpalette: Er verkörperte sowohl gutmütige Familienmenschen als auch schurkische und brutale Kerle. Zuletzt, bis unmittelbar vor seinem Tod, war Rignault auch verstärkt im Fernsehen zu sehen.

## Filmografie
- 1931: Die Hündin (La Chienne)
- 1933: Maigret – Um eines Mannes Kopf (La Tête d'un homme)
- 1933: Hélène (L’ordonnance)
- 1934: Fanatisme
- 1934: Liliom
- 1934: Menschen im Norden (Maria Chapdelaine)
- 1935: Schuld und Sühne (Crime et châtiment)
- 1935: Blutsbrüder 1918 (L’Équipage)
- 1936: Räubersymphonie (The Robber Symphony)
- 1936: François I.
- 1937: La citadelle du silence
- 1937: Der Puritaner (Le puritain)
- 1938: Rasputin – Dämon des Zaren (La tragédie impériale)
- 1938: Café de Paris
- 1938/41: Der betrogene Betrüger (Volpone)
- 1939: Farinet – Die sanfte und die wilde Freiheit (Farinet ou l'or dans la montagne)
- 1939: La charrette fantôme
- 1940: Serenade (Sérénade)
- 1942: Der Wohltäter (Le bienfaiteur)
- 1942: Der Oberst des Kaisers (Pontcarral, colonel de l’empire)
- 1942: Der Graf von Monte Christo (Le comte de Monte-Cristo)
- 1943: Der ewige Bann (L’éternel retour)
- 1943: Les mystères de Paris
- 1944: Tornavara
- 1945: Dernier métro
- 1945: Abenteuer am Königshof (Le capitan)
- 1946: Torrents
- 1946: Zwei in Paris (Antoine et Antoinette)
- 1947: Fantomas (Fantômas)
- 1947: Ruy Blas, der Geliebte der Königin (Ruy Blas)
- 1948: Fantômas contre Fantômas
- 1949: Le furet
- 1949: Zone frontière
- 1950: Pardon My French
- 1950: Sehnsucht nach Andalusien (Andalousie)
- 1951: Dr. Knock läßt bitten (Knock)
- 1951: Schmuggler am Werk (La maison dans la dune)
- 1952: Auf den Straßen von Paris (La fête à Henriette)
- 1952: Wir sind alle Mörder (Nous sommes tous des assassins)
- 1952: Mein Leben für die Liebe (Un caprice de Caroline chérie)
- 1952: Don Camillos Rückkehr (Le retour de Don Camillo)
- 1953: Engel der Halbstarken (Maternité clandestine)
- 1954: Rot und Schwarz (Le Rouge et le Noir)
- 1955: Gil Blas
- 1956: Bonjour jeunesse
- 1956: Die Abenteuer des Till Ulenspiegel (Les Aventures de Till L’Espiègle)
- 1956: Hexenjagd (Les sorcières de Salem / Die Hexen von Salem)
- 1957: Immer, wenn das Licht ausgeht (Pot-Bouille)
- 1957: Verlorenes Spiel (Clara et les méchants)
- 1958: Madame und ihr Auto (Madame et son auto)
- 1959: Ritter der Nacht (Le bossu)
- 1959: Das Schreckenshaus des Dr. Rasanoff
- 1959: Sklavin der Pirateninsel (Marie des îles)
- 1960: Augen ohne Gesicht (Les yeux sans visage)
- 1960: Ein Herr ohne Kleingeld (Le baron de l’écluse)
- 1960: Der Himmel ist schon ausverkauft (Les vieux de la vieille)
- 1960: Lichter von Paris (Boulevard)
- 1961: Hochwürden Don Camillo (Don Camillo monsignore… ma non troppo)
- 1952: Ein Herr aus besten Kreisen (Le gentleman d’Epsom)
- 1962: Im Würgegriff der schwarzen Hand (Le scorpion)
- 1964: Angélique
- 1964: Der Tag danach (Up From the Beach)
- 1965: Pas de panique
- 1972: Nur eine Frage der Zeit (Pas folle la guêpe)
- 1974: Der Chauffeur von Madame (Les bijoux de famille)
- 1974: Die Verfolgten (Les Guichets du Louvre)
- 1975: Numéro 2 (Numéro deux)
- 1975: Gefährlich lebt’s sich besser (Il faut vivre dangereusement)
- 1976: Le diable dans la boîte
- 1977: Le paradis de riches
- 1979: Mein Onkel aus Amerika (Mon oncle d’Amérique)
- 1982: Flirt mit dem Tod (L’indiscrétion)
- 1983: Mein Freund, der Frauenheld (L’ami de Vincent)
- 1984: Partenaires
- 1985: Châteauvallon (Fernsehserie)